# Bichl (Dorfen)
Bichl ist ein Gemeindeteil der Stadt Dorfen im oberbayerischen Landkreis Erding.

## Lage
Die Einöde Bichl liegt in der Luftlinie 2,5 Kilometer südwestlich von Buchbach.

## Bevölkerungsentwicklung
Es in Bichl 1871 sieben Einwohner. Im Mai 1987 lebten dort vier Einwohner in einen Wohngebäude.
| Jahr      | 1871 | 1925 | 1950 | 1970 | 1987 |
| Einwohner | 7    | 13   | 9    | 6    | 4    |